# Thaddée Ntihinyurwa
Thaddée Ntihinyurwa (ur. 25 września 1942 w Kibeho) – rwandyjski duchowny katolicki, arcybiskup Kigali w latach 1996–2018.

## Życiorys
Święcenia kapłańskie otrzymał 11 lipca 1971.
5 listopada 1981 papież Jan Paweł II mianował go biskupem ordynariuszem diecezji Cyangugu. Sakry biskupiej 24 stycznia 1982 udzielił mu ówczesny nuncjusz apostolski w Rwandzie arcybiskup Thomas White.
9 marca 1996, 2 lata po zamordowaniu podczas ludobójstwa w Rwandzie swojego poprzednika został ordynariuszem archidiecezji Kigali.
19 listopada 2018 przeszedł na emeryturę.